# Edouard Loko
Edouard Loko, président de la haute au haute autorité de l'audiovisuel et de la communication (HAAC) du Bénin, septième mandature, est un journaliste et homme politique béninois.

## Biographie

### Parcours professionnel
Edouard Loko a exercé le métier de journaliste jusqu'aux sommités de la presse béninoise. Ancien directeur général adjoint de la chaîne de télévision Eden TV, il est aussi le promoteur du quotidien Le Progrès. 

### Parcours  politique
Membre du comité technique chargé des médias président Patrice Talon lors de la campagne présidentielle de 2016, il est nommé chargé de mission du président de la République, responsable de la communication médiale 17 mai 2016,. Ancien vice-président de la HAAC quatrième mandature de 2009 à 2014, il est nommé président de cette même institution pour le président de la République Patrice Talon le mercredi 3 juillet 2024 pour le compte de la septième mandature,.

## Publications
- Patrice Talon, président du Bénin: Un déconfinement" de l'homme en toute transgression" Broché – Grand livre, aux éditions L'Harmattan (23 septembre 2020)[6],[7];
- Abdoulaye Issa : trop tôt à Setto ... : éssai biographique aux éditions Sinaï, Cotonou, 2011[8];
- Boni Yayi : "l'intrus" qui connaissait la maison aux édition Tunde, Cotonou, Benin en 2007[9];

## Distinctions
- Grand officier de l'ordre national du Bénin (2021)[10],[11];
- Commandeur de l'ordre national du Bénin (2010)[11];